# Figueira dos Cavaleiros
Figueira dos Cavaleiros ist ein Ort und eine Gemeinde in der Region Baixo Alentejo im Süden Portugals.
Neben der denkmalgeschützten manieristischen Gemeindekirche aus dem 16. Jahrhundert gilt vor allem die im 15. Jahrhundert errichtete gotische Kirche Igreja de Santa Margarida do Sado im gleichnamigen Gemeindeort Santa Margarida als sehenswert.

## Geschichte
Die Gegend um Figueira dos Cavaleiros wurde unter den Römern besiedelt. Davon zeugen noch heute einige Überreste von römischen Bauten in der Gemeinde. 

## Verwaltung
Figueira dos Cavaleiros ist Sitz einer gleichnamigen Gemeinde Freguesia im Kreis (Concelho) von Ferreira do Alentejo mit einer Fläche von 154,2 km² und 1185 Einwohnern (Stand 19. April 2021). Dies ergibt eine Bevölkerungsdichte von 7,7 Einw./km².
Folgende Ortschaften liegen in der Gemeinde:
| - Arneiro dos Tremoços - Bairro Novo - Courela do Montinho - Figueira dos Cavaleiros - Herdade da Cameirinha - Monte da Lameira | - Monte da Malhada Velha - Monte da Panasqueira - Monte das Sesmarias - Quinta das Amendoeiras - Santa Margarida |